# Ignaz Joseph Martinovics

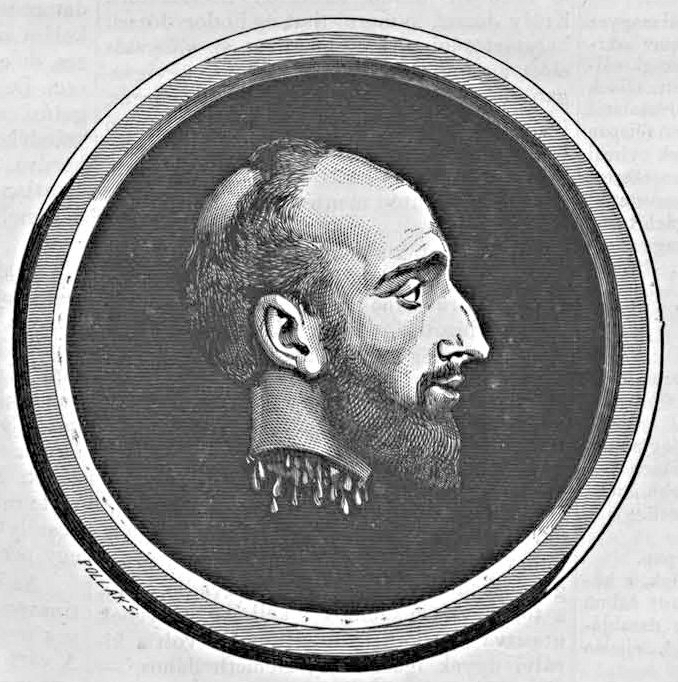
Darstellung des Kopfes des hingerichteten Ignaz Joseph Martinovics

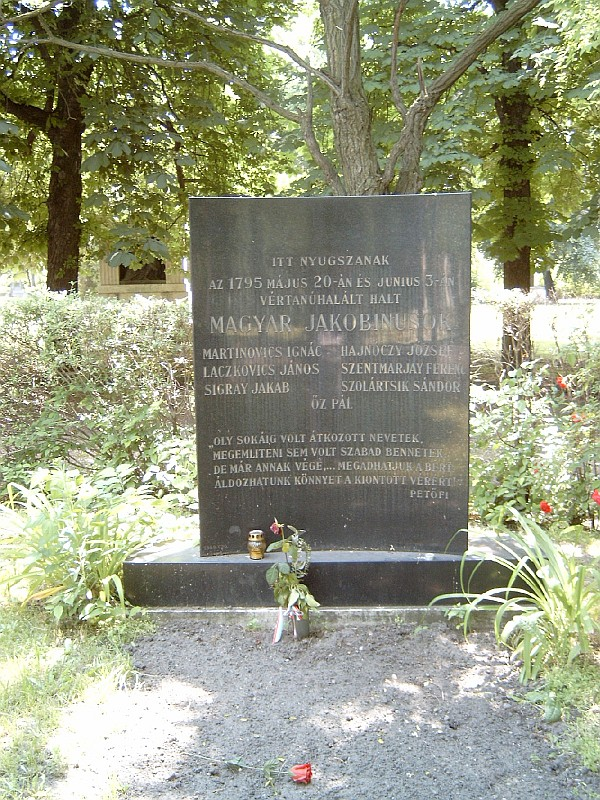
Gedenkstein für die hingerichteten ungarischen Jakobiner in Budapest (Kerepesi temető)

Ignaz Joseph Martinovics (ungarisch: Ignác József Domonkos Martinovics; * 22. Juli 1755 in Pest; † 20. Mai 1795 in Buda) war zunächst Franziskaner mit dem Ordensnamen Dominikus. Später war er Professor für Experimentalphysik in Lemberg, geheimer Mitarbeiter Leopolds II. und Polizeispitzel. Im Jahr 1794 war er Organisator der ungarischen Jakobinerverschwörung, weswegen er hingerichtet wurde.

## Leben
Martinovics stammte aus einer ursprünglich südslawischen Familie, die gegen Ende des 17. Jahrhunderts nach Ungarn zog. Der Vater war Gastwirt. Ignaz Joseph trat früh in den Orden der Franziskaner ein. Er studierte seit 1775 in Buda. Im selben Jahr wurde er zum Priester geweiht. Er promovierte 1779 zum Doktor der Theologie sowie der Philosophie und nach anderen Angaben der Mathematik. Br. Dominikus war stark an Mathematik und Naturwissenschaften interessiert. Zunächst unterrichtete er an der Franziskanerschule in Buda. Nachdem er mit seinen Vorgesetzten in Konflikt geraten war, wurde er in den Konvent von Brod geschickt. Diesen verließ er ohne Erlaubnis und wurde Feldkaplan eines Infanterieregiments. Im Jahre 1782 schloss der Orden ihn aus. 
Martinovics war mittlerweile Freimaurer geworden. Durch Vermittlung einiger Gleichgesinnter wurde er Professor für Experimentalphysik an der neuen Universität Lemberg. Er veröffentlichte wissenschaftliche Schriften und machte Experimente mit Luftballons, außerdem konstruierte er eine Mähmaschine. Er schrieb auch ein Lehrbuch der Experimentalphysik und veröffentlichte verschiedene Aufsätze in den Chemischen Annalen. Darunter war die Herstellung von Knallgold und die Untersuchung von galizischem Bergöl.
In einer 1788 anonym veröffentlichten Schrift vertrat er atheistische Auffassungen. Nach dem Tod Kaiser Josephs II. verfasste er eine politische Kampfschrift, mit der er sich gegen die Privilegien des Adels und gegen die Macht der Kirche wandte. Er gab seine Stellung in Lemberg auf und bemühte sich vergeblich um eine neue Anstellung. Stattdessen wurde er Agent im geheimen Mitarbeiterkreis um Leopold II. Diesen hat er durch verschiedene Schriften unterstützt und der Kaiser ernannte ihn zum Hofchemiker und machte ihn 1792 zum Titularabt von Szászvár.
Martinovics war auch bereit, den antiaufklärerischen Kurs des neuen Kaisers Franz II. zu unterstützen. Er arbeitete dem Polizeiminister Johann Anton Pergen bis in den Herbst 1793 hinein mit teilweise gefälschten Spitzelberichten zu. Ob die Polizei seiner Phantasieprodukte überdrüssig wurde oder ob er sich nicht recht anerkannt fühlte, ist nicht ganz klar. Jedenfalls endete seine Arbeit für die Behörden.
Er ging nach Ungarn zurück, wandte sich nunmehr den revolutionären Kräften zu und war maßgeblicher Organisator der ungarischen Jakobinerverschwörung. Unklar ist auch, ob er deren Ziele tatsächlich durchsetzen oder ob er seine Anhänger später denunzieren wollte. Er gründete zwei Geheimgesellschaften, um in einer zweiphasigen Revolution zunächst Ungarn aus der Habsburgermonarchie herauszulösen und in einem zweiten Schritt eine politische und soziale Revolution durchzusetzen. Die „Gesellschaft der Reformatoren“ sollte reformerische Kräfte aus dem ungarischen Adel aufnehmen. Ihr Hauptziel war es, Ungarn notfalls mit Gewalt aus der Habsburgermonarchie zu lösen. Diese hatte von der Existenz der zweiten Gruppe keine Ahnung. Die „Gesellschaft der Freiheit und Gleichheit“ aus radikalen Demokraten sollte auf revolutionäre Veränderungen drängen. Die erste Gruppe sollte Ungarns Unabhängigkeit erkämpfen, war aber nur zur Unterstützung der zweiten Gruppe gedacht. Nach einem Sieg sollte diese die Macht übernehmen, die Adelsrechte abschaffen und eine Republik ausrufen.
Ihm gelang es unter anderem, mit einem wahrscheinlich erfundenen Auftrag des französischen Nationalkonvents tatsächlich in kurzer Zeit Anhänger zu gewinnen. Ihre Zahl schwankt in der Literatur zwischen 50 und 200 Personen. Die in den Kreisen der Intellektuellen verbreitete Sympathie für das revolutionäre Frankreich erleichterte dies. Er verkehrte in Wien mit Johann Hackel und Aloys Blumauer aus dem Umfeld der Deutschen Jakobiner. Dort wurde er auch 1794 verhaftet.
In der folgenden Untersuchung gab er seine Pläne für einen Umsturz in Ungarn zu und nannte die Namen seiner Unterstützer. Daraufhin wurden etwa fünfzig ungarische Jakobiner verhaftet und des Hochverrats angeklagt. Er selbst wurde den ungarischen Behörden übergeben. Im Bereich der Habsburgermonarchie wurde eine Reihe von Todesurteilen gegen die Verschwörer verhängt, darunter achtzehn in Ungarn. Sieben Urteile, auch das gegen Martinovics, wurden vollstreckt. Vor seiner Hinrichtung durch Enthauptung am 20. Mai 1795 wurde er aus dem Priesterstand ausgestoßen.